# Spanish Fork
Spanish Fork ist eine Stadt im Utah Valley am Utah Lake, im Utah County des US-Bundesstaats Utah mit 42.602 Einwohnern im Jahr 2020. Sie liegt auf einer Höhe von 1395 m in der weiten Uferebene im Südosten des Sees unterhalb der Berge der Wasatchkette und gehört zur Orem/Provo-Metropolregion.

## Geschichte
Wie das gesamte Tal des Utah Lake gehörte auch die südöstliche Küstenebene ursprünglich zum Streifgebiet der namensgebenden Ute-Indianer. Die ersten Weißen im Gebiet waren die Mitglieder der Dominguez-Escalante-Expedition, die 1776 ins spätere Utah kamen, als sie einen Weg vom spanischen Santa Fe zum ebenfalls spanischen California suchten. Sie erreichten das Tal über den Canyon des spätestens 1845 auf einer Landkarte von John C. Frémont nach ihnen benannten Spanish Fork River, von dem sich der Name der Stadt ableitet.
1850 siedelte sich der erste Weiße dauerhaft an, Enoch Reece gründete unmittelbar westlich der heutigen Stadt eine Ranch und brachte 200 Rinder mit. Im folgenden Winter kamen weitere Siedler an, die im Rahmen der durch die Kirche Jesu Christi der Heiligen der Letzten Tage organisierten Besiedlung des Utah Valley über den Mormon Trail nach Utah gekommen waren. Die mormonischen Pioniere waren überwiegend Farmer, die das Schwemmland um den Flusslauf zum Ackerbau nutzten. Bis Ende 1852 waren es schon über 100 Familien, die die guten Böden bebauten. 1854 errichteten sie eine Befestigung namens Fort Saint Luke um ihrer Siedlung, in die sich wegen der vermeintlichen Bedrohung durch die Indianer auch 19 Familien aus dem weiter westlich gelegenen Ort Palmyra zurückzogen. 1855 wurde Spanish Fork als city selbständig. Im folgenden Jahr wurde Palmyra aufgegeben und das Stadtgebiet von Spanish Fork entsprechend erweitert.
Zwischen 1855 und 1860 siedelten sich in Spanish Fork die ersten isländischen Immigranten Nordamerikas an. Daran erinnert ein Denkmal, welches 2005 durch Gordon B. Hinckley, dem Präsidenten der Kirche Jesu Christi der Heiligen der Letzten Tage, und dem isländischen Präsidenten Ólafur Ragnar Grímsson eingeweiht wurde. 1858 flohen rund 100 Familien aus dem nördlich angrenzenden Salt Lake Valley nach Spanish Fork, als die US Army einen Stützpunkt am Großen Salzsee errichtete und die Gefahr bestand, dass sie gegen die Mormonische Mehrfachehe vorgehen würde.
1858 eröffnete auch der erste Gewerbebetrieb des Ortes, ein Sägewerk, das Holz aus den Bergen für den Hausbau und andere Zwecke aufbereitete. Der Besitzer gründete im folgenden Jahr auch die erste Getreidemühle in Spanish Fork. 1860 lebten bereits 1069 Menschen (irischer, englischer, schottischer, walisischer und skandinavischer Abstammung) in Spanish Fork. Die erste Schule der Stadt wurde 1862 eröffnet.
Mit einem Eisenwerk begann 1884 das Industriezeitalter in der Stadt. Seit 1909 gibt es eine Trinkwasserversorgung in der Stadt und im selben Jahr begann der Aufbau eines Stromnetzes, für das 1910 ein Wasserkraftwerk am Fluss errichtet wurde. Ab 1915 und fertiggestellt 1919 wurde im Strawberry Valley Reclamation Project ein Bewässerungssystem für die Uferebene aufgebaut, durch das die landwirtschaftliche Anbaufläche der Stadt und der Region stark erweitert werden konnte. Es folgte im Jahr 1925 eine Konservenfabrik der Utah Packing Corporation, durch die Gemüse wie Erbsen, Bohnen und Tomaten aus Spanish Fork auch für weit entfernte Regionen produziert werden konnte.

## Spanish Fork heute
Nach dem Zweiten Weltkrieg hatte die Stadt im Jahr 1950 rund 5200 Einwohner, in den folgenden Jahrzehnten wuchs sie bis 1990 auf etwa 11.000. Danach begann der Strukturwandel von der landwirtschaftlich geprägten Siedlung zur Vorstadt der Wirtschaftszentren Provo und Orem. Im Jahr 2000 wurden bereits 20.246 Einwohner gezählt, 2010 dann 34.691. Das Erscheinungsbild der Stadt ist heute durch weitläufige Einfamilienhaussiedlungen geprägt. Dabei liegt Spanish Fork wirtschaftlich deutlich unter dem Durchschnitt der Region, das Median-Haushaltseinkommen lag 2000 bei 48.705 $, während es für das Utah County bei 56.752 $ lag. Auch der formale Bildungsgrad der Einwohner liegt unter dem Durchschnitt, während in Spanish Fork 21,9 % der Einwohner einen College-Abschluss haben, erreichen im Utah County 34,7 % diese Ausbildung.
Spanish Fork wird durch den Interstate Highway 15 mit Provo und Salt Lake City im Norden sowie die touristischen Gebiete des Colorado-Plateaus und über Las Vegas und Los Angeles im Südwesten angebunden. Durch den Canyon des Spanish Fork Rivers stoßen von Südosten die gebündelt verlaufenden Highways US 6 und US 89 hinzu, von denen der US 6 nach Westen und Nevada, sowie der US 89 nach Norden parallel zum I 15 weiter führt. Die Siedlungsfläche konzentriert sich bislang weitgehend auf die Region unterhalb der Berge und südöstlich des I 15, die eigentliche Uferebene wird weiterhin überwiegend landwirtschaftlich genutzt und steht langfristig als Flächenreserve für eine Erweiterung der Stadt oder die Ansiedlung von Industrie zur Verfügung.
Das Stadtgebiet grenzt an Springville im Nordosten, Mapleton im Osten und Salem im Südwesten.